# Vanault-le-Châtel
Vanault-le-Châtel ist eine französische Gemeinde mit 164 Einwohnern (Stand 1. Januar 2022) im Département Marne in der Region Grand Est. Sie gehört zum Arrondissement Vitry-le-François und zum Kanton Sermaize-les-Bains.

## Geographie
Die Gemeinde liegt rund 30 Kilometer südöstlich von Châlons-en-Champagne und 20 Kilometer nordöstlich von Vitry-le-François. Nachbargemeinden von Vanault-le-Châtel sind Bussy-le-Repos im Norden, Saint-Jean-devant-Possesse im Osten, Vanault-les-Dames im Südosten, Val-de-Vière und Bassu im Süden, Saint-Amand-sur-Fion im Südwesten sowie Coupéville und Le Fresne im Nordwesten.
In Vanault-le-Châtel entspringt das Flüsschen Vanichon, das generell in östlicher Richtung verläuft und nach rund zehn Kilometern in die Vière mündet.

### Verkehrsanbindung
Das Gemeindegebiet liegt abseits überregionaler Verkehrswege und wird von der Départementsstraße D61 erschlossen.

## Bevölkerungsentwicklung
| Jahr      | 1962 | 1968 | 1975 | 1982 | 1990 | 1999 | 2009 | 2018 |
| Einwohner | 192  | 234  | 213  | 186  | 166  | 145  | 182  | 176  |